# Dzavchan (distrikt)
Dzavchan (mongoliska: Завхан Сум, Завхан) är ett distrikt i Mongoliet.   Det ligger i provinsen Uvs, i den västra delen av landet, 1 000 km väster om huvudstaden Ulaanbaatar.